# Столєтов Олександр Григорович
Столє́тов Олекса́ндр Григо́рович (рос. Столетов Александр Григорьевич; 29 липня (10 серпня) 1839 — 15 (27) травня 1896) — російський фізик, засновник фізичної лабораторії Московського університету.

## Біографія
Народився 29 липня (10 серпня) 1839 року в місті Владимир у купецькій родині.
Після закінчення Владимирської гімназії вступив на фізико-математичний факультет Московського університету. Навчався у професора М. Ф. Спаського. У 1860 році закінчив навчання й був залишений при університеті для підготовки до професорського звання.
З 1866 року починає викладати в Московському університеті. Тут О. Г. Столєтов вперше почав читати курс математичної фізики. На той час в університеті не було ні науково-дослідницької фізичної лабораторії, ні лабораторії для роботи студентів. Завдяки наполегливості О. Г. Столєтова у 1873 році в Московському університеті була створена фізична лабораторія.
У 1888 році О. Г. Столєтов почав займатись дослідженнями дії світла на електричний розряд в газах. Про дію світла на електричний розряд було відомо з робіт німецького фізика Г. Герца. Проте сутність цього явища залишалась неясною. З допомогою дослідів Столєтов відкрив нове явище, назване ним «актино-електричним» (нині відоме, як фотоелектричне).
О. Г. Столєтов обирався членом багатьох російських та іноземних наукових товариств, в тому числі: почесним членом Товариства любителів природознавства, Київського фізико-математичного товариства, Київського товариства природодослідників; член Московського математичного товариства, Російського фізико-хімічного товариства, паризького «Société Française de Physique»; членом-засновником і кореспондентом паризького «Société internationale des électriciens», іноземним членом лондонського «Insitution of Electrical Engineers».
Внаслідок важкої хвороби помер 15 (27) травня 1896 року в Москві. Похований у Владимирі.

## Наукові твори
- «Собрание сочинений в трёх томах.» — М.— Л., 1939–1947.
  - том I (1939) містить оригінальні дослідження: Общая задача электростатики и её приведение к простейшему случаю; Исследование о функции намагничения мягкого железа (докторская диссертация); Об одном методе определения отношения электромагнитных и электростатических единиц; О критическом состоянии тел (статьи I–IV); Актино электрические исследования; Об актино-электрических токах в разреженных газах, та інші праці;
  - тои II (1941) містить загальнодоступні лекції й промови: Г. Р. Кирхгоф; Очерк развития наших сведений о газах; Жизнь и личность Ньютона; Ньютон как физик; С. В. Ковалевская; Г. Гельмгольц; Леонардо да Винчи как естествоиспытатель, та інші статті;
  - том III (1947) містить курси лекцій: Введение в акустику и оптику и теорию теплоты.
- «Избранные сочинения.» — М.— Л., 1950.

## Пам'ять

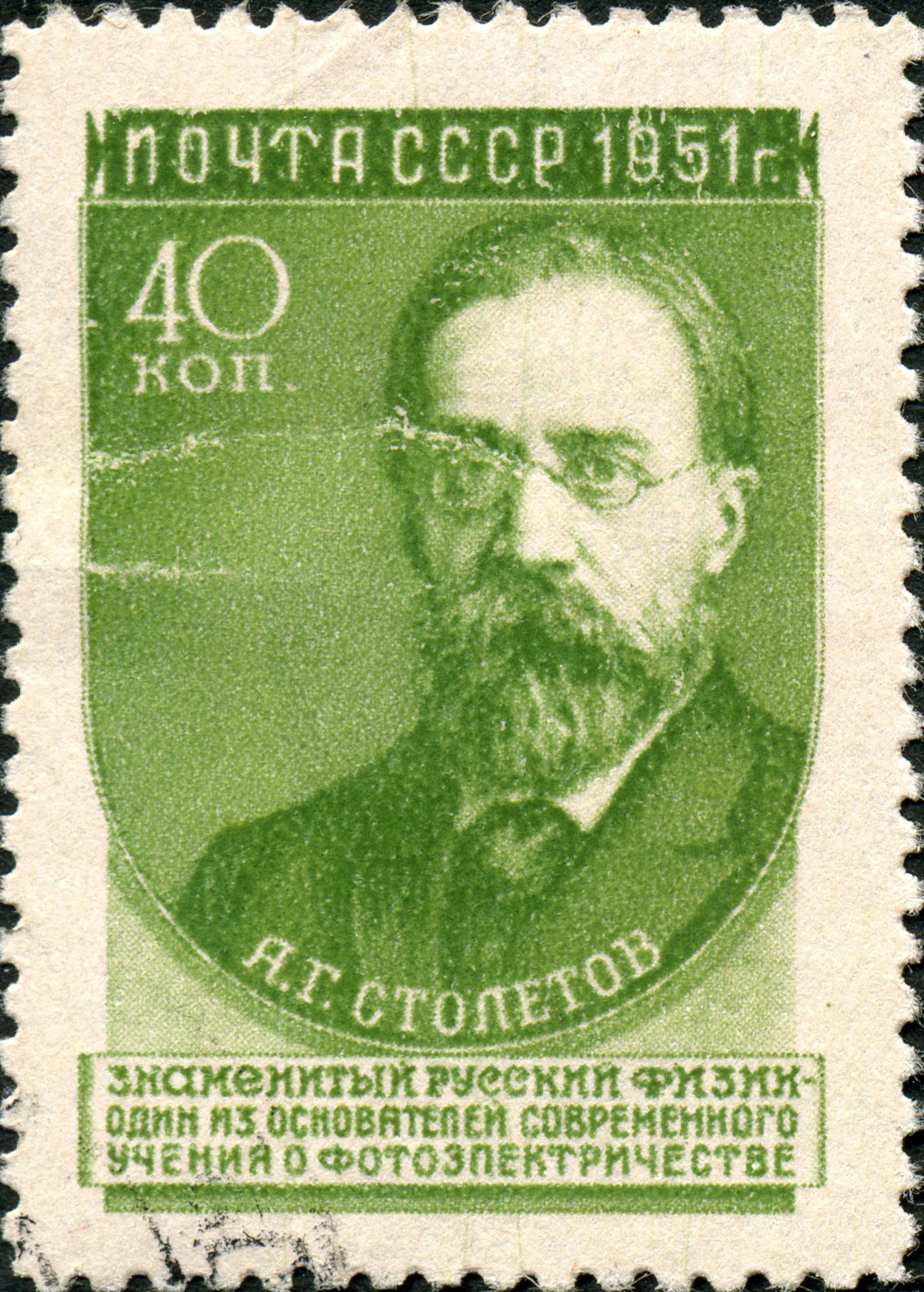
Поштова марка СРСР. 1951 рік

Ім'ям О. Г. Столєтова названо вулиці в багатьох містах Росії, України, Білорусі й Казахстану, зокрема: в Москві, Новосибірську, Мінську, Алмати, Києві, Дніпрі, Запоріжжі.
У 2009 році Владимирському державному університетові присвоєно ім'я братів Столєтових.
В Москві, перед будівлею фізичного факультету МДУ в 1953 році встановлено пам'ятник вченому роботи скульптора С. Селіханова.
Ім'ям О. Г. Столєтова названо кратер на Місяці.